# Feissons-sur-Salins
Feissons-sur-Salins är en kommun i departementet Savoie i regionen Auvergne-Rhône-Alpes i sydöstra Frankrike. Kommunen ligger i kantonen Bozel som tillhör arrondissementet Albertville. År 2022 hade Feissons-sur-Salins 174 invånare.

## Befolkningsutveckling
Antalet invånare i kommunen Feissons-sur-Salins
| Referens: INSEE |